# Spomenik Berlinskemu zidu
Spomenik Berlinskemu zidu (nemško Gedenkstätte Berliner Mauer, dob. Spomin na berlinski zid) obeležuje delitev Berlina z Berlinskim zidom in smrti, ki so se tam zgodile. Spomenik sta leta 1998 ustanovili Zvezna republika Nemčija in zvezna dežela Berlin. Stoji na Bernauer Straße na vogalu Ackerstraße in vključuje kapelo sprave, dokumentacijski center Berlinskega zidu, 60-metrski del nekdanje meje, okno spomina in center za obiskovalce.

## Zgodovina
Zamisel o spomeniku je predlagal Deutsches Historisches Museum (Nemški zgodovinski muzej) v imenu zvezne vlade Berlina, arhitekti Kohlhoff & Kohlhoff pa so ga zasnovali. Stroški natečaja in dokončanja so znašali 2,2 milijona mark. Zvezna vlada je prevzela stroške gradnje, država pa krije stroške vzdrževanja. 11. septembra 2008 je berlinski predstavniški dom odobril odprtje spomenika na obletnico padca Berlinskega zidu.
Do leta 2013 naj bi bil dokončan prizidek. Prikazani naj bi bili originalni ostanki meje z manjkajočimi deli, označenimi z jeklom na tleh. Spomenik naj bi bil razdeljen na štiri območja:
- Zid in Todesstreifen (pas smrti)
- Uničenje mesta
- Gradnja zidu
- Es geschah an der Mauer (Zgodilo se je ob steni)

Na vogalu Gartenstraße in Bernauer Straße so odprli center za obiskovalce. Zunanje območje spomenika zahodno od Berlin Nordbahnhof je bilo spremenjeno v Erinnerungslandschaft (spominska krajina). Leta 2006 je dokumentacijski center, ki je del spomenika, obiskalo več kot 220.000 obiskovalcev. Del spomenika je na Ackerstraße.

## Opis

### Originalni zid
Spomenik vključuje 60 metrov dolg odsek zidu, kakršen je bil ob padcu zidu. Gledano z zahoda je zid, zgrajen iz L-elementov, obdan s peščenim delom, osvetljeno potjo Kolonnenweg, signalno ograjo in notranjim zidom. Končno je bil znotraj kompleksa zgrajen stolp. Območje ni dostopno obiskovalcem; oba konca prvotnega zidu sta zaprta z nerjavečim jeklom. Na severni steni je napis In Erinnerung an die Teilung der Stadt vom 13. August 1961 bis zum 9. November 1989 und zum Gedenken an die Opfer kommunistischer Gewaltherrschaft (»V spomin na delitev mesta od 13. avgusta 1961 do 9. novembra 1989 in žrtev komunistične tiranije«).

### Dokumentacijski center
Dokumentacijski center je na drugi strani Bernauer Straße. Vsebuje seminarske sobe in razstave. Stavba vključuje petnadstropni razgledni stolp.

### Kapela sprave
Kapelo sprave sta zasnovala arhitekta Peter Roth in Rudolph Sass kot cerkev in je ovalne oblike s fasado iz lesenih palic. Kapela vključuje molilnico in materiale iz nekdanje Versöhnungskirche (spravne cerkve), ki je stala na tem mestu, dokler ni bila leta 1985 uničena, ker je bila znotraj mejnega pasu.